# エスタブリッシュメント
エスタブリッシュメントとは、「社会的に確立した体制・制度」やそれを代表する「支配階級」を言う。

## 概説
エスタブリッシュメントが抗争するときの手段は、
1. オピニオンリーダー
2. 浸透

の2つだとされる。

## イギリス
イギリスにおけるエスタブリッシュメント層には王室や貴族、ジェントリといった領主層の他、枢密院議員、上級公務員、弁護士、学者、イングランド国教会の聖職者、金融業者、実業家、職業軍人および専門家が含まれる。

## アメリカ
- かつてアメリカ合衆国ではしばしば、WASP（ホワイト・アングロサクソン・プロテスタント）とアイビー・リーグ（米国東部私立大学連合）がエスタブリッシュメント勢力とされていた。
- ところがカーター政権で国家安全保障問題担当大統領補佐官を務めたブレジンスキーは、2004年の著書『The Choice』のなかで、「WASPの没落のあとに、アメリカ社会で支配的エリートになったのはユダヤ社会である」と述べた[3]。
- 西部邁（評論家）は2017年の著書で、巨大金融資本と軍産複合体がアメリカ国家を実質的に牛耳っていると述べた[4]。
- 白人主義団体の幹部マット・パロットは2017年4月、「エリートはケンタッキー州パイクビル一帯の白人を見捨てた」、「白人やユダヤ人のエリートはパイクビルの産炭地の白人を虐げている」と述べた[5]。
- 自ら白人民族主義団体「伝統主義青年ネットワーク」を創設した造園業マシュー・ハインバック（Matthew Heimbach）[6]は2017年4月、「共和党が白人労働者のことなど真剣に考えていないことが明らかになり始めた。彼らが代弁するのはウォール街と大企業だ」、「政治と経済のエリートは都市だけで暮らし、どの特定の土地にも根ざしていない」と述べた[5]。
- 2022年5月、歴史人口学者のエマニュエル・トッドは次のように述べた。「超富裕層が国家をコントロールしているのは、むしろ米独仏の方です。」[7]、「（米国には）中枢がない…米国の“脳内”は、雑多なものが放り込まれた“ポトフ”のようです。…米国では誰が権力を握っているのか分からないのです。／思想的にも、ミアシャイマーのような冷静な現実主義者がいる一方で、米国には国務次官のビクトリア・ヌーランドのような、反トランプで、断固たるロシア嫌いのネオコンもいて、破滅的な対外強硬策を後押ししています。」[8]
- 言語学者のノーム・チョムスキーは次のように述べた。「アメリカのマスコミを支配しているのはユダヤ人である。彼らは自分たちにとって都合の良いオルタナティブ・リアリティ（実際とは別の現実認識）を創り上げて、それを世界に押し付けている。」[9]
- 2022年7月、国際政治・米国金融アナリストの伊藤貫は次のように述べた。「ネオコン族は現バイデン政権でも、外交政策決定の中枢部にいる。バイデン家は過去40年間、ウォールストリートのユダヤ系金融業者から100億円以上の政治資金を受け取ってきたから、イスラエル・ロビーとネオコンの要求に従順である。」[10]
- 2023年1月、伊藤貫は次のように述べた。「ヒラリー・クリントンが2016年の大統領選に出馬した時、彼女に対する巨額献金者のトップ7人は、全員ユダヤ人でした。そのうち6人は金融業者だった。現在でも民主党の有力政治家の最も重要な政治資金源は、ユダヤ系の金融業者です」[11]
- 2023年12月、ジェイソン・モーガン（麗澤大学准教授）は次のように述べた。「（ディープステート）の正体は、米中央情報局（CIA）、米連邦調査局（FBI）、米国防総省（ペンタゴン）、米国家安全保障局、米合衆国内国歳入庁、そして民主・共和両党にいるグローバリストなどのことです。」「CIAやFBI、民主党のグローバリストは、あの手この手でトランプを引きずりおろそうと画策しました。…大統領に従うはずのCIAやFBIが、大統領を引きずりおろそうとする。これはアメリカ政府を操っているのが大統領ではないことを意味します。そう、アメリカは“影の政府”であるDS（ディープステート）が操っているのです。」「（ディープステートの）実名をあげてみましょうか。／ジョン・ボルトン元大統領補佐官、ジェイムズ・クラッパー前国家情報長官、ジョン・ブレナンCIA元長官、サマンサ・パワー元米国連大使、スーザン・ライス米国民政策委員会委員長、ウィリアム・バーンズCIA長官、ジェイムズ・コミーFBI元長官、アンドリュー・マッケイブFBI元副長官、レオン・パネッタCIA元長官、マイケル・ヘイデンCIA元長官…このへんで十分でしょう。」「DSが存在しないと言うのなら、なぜCIAやFBIは大手SNSに圧力をかけ、情報統制をおこなったのかについて、具体的な根拠をもって反論してほしいものです。」[12]
- 2024年3月、スティーブン・バノンは、トランプ元大統領が問題視する「影の政府」の中核として、米軍を統括する国防総省、中央情報局（CIA）などの情報機関、司法省などの法執行当局を挙げた。その上でトランプ元大統領は「特にFBI（連邦捜査局）に目を向けるだろう」と述べた[13]。

## オーストラリア
オーストラリアでは、主要政党およびその政党の背後にある支持勢力を指してエスタブリッシュメントと言う。アミール・アベディは著書 "Anti-political Establishment Parties: A Comparative Analysis"において労働党と保守連合（自由党と国民党による政党連合）をエスタブリッシュメント政党（establishment parties）と呼んでいる。

## カナダ
カナダはイギリスとアメリカの両方から影響を受けたこともあって、エスタブリッシュメントも双方の特徴を受け継いでおり、特に政治任用職にある者や商才に長けた者を指す。フランス語圏においては地元のカトリック教会指導者がエスタブリッシュメントとして大きな地位を占めた。一方、英語圏においては、家族盟約（1830年代にアッパー・カナダで政策決定機関を支配していたエリート層）が最初のエスタブリッシュメントとされる。
ジャーナリストのピーター・C・ニューマンは、1975年に上梓した "The Canadian Establishment"において、現代のカナダのエスタブリッシュメント層としてカナダの富裕層（個人または家族）を挙げた。ニューマンが挙げた人物は、いずれもメディアや公共交通の分野の大物であり、ニューマンはこういった旧家のいくつかは21世紀までその地位を保つだろうと指摘した。
イギリス系米国人ジャーナリストのピーター・ブリメロウは、ニューマンがエスタブリッシュメントだとした層は新興勢力に取って代わられつつあると指摘している。ブリメロウは著書 "The Patriot Game" において、カナダ人のみの幸福を追求するカナダ人本位のナショナリズムの伸張によって政治的・官僚的・学術的エスタブリッシュメントは揺るがされており、その元凶は利己的で無分別なカナダ自由党であると指弾したうえで、このカナダ人本位のナショナリズムは、カナダの政治的・文化的エリート全体に蔓延する病気であると主張している。

## アイルランド
アイルランドにおいて、メディアや文化、宗教におけるエスタブリッシュメント層を指して「オフィシャル・アイルランド（Official Ireland）」という語が使われる。

## 香港
香港の政治において、政党やコミュニティ、商工会の他、中国共産党や香港返還後の香港政府に忠実な層を建制派と呼び（そうでない者から呼ばれるだけでなく、しばしば自称する）、これがエスタブリッシュメントにあたる。建制派という語は2004年に初めて使われた。香港返還以前は、イギリスに忠実な層を指して保皇党と呼んだ。

## パキスタン
パキスタンでは、国政を左右するパキスタン軍やそれに連なる諜報機関および政府高官をエスタブリッシュメントという。